# Paracollyria ruficollis
Paracollyria ruficollis là một loài tò vò trong họ Ichneumonidae.